# Trasporti a Brescia
La rete di trasporti pubblici della città di Brescia è composta da una linea metropolitana e da linee automobilistiche che servono il nucleo urbano e i comuni limitrofi.

## Struttura della rete
Nel dicembre 2003, la gara indetta dal Comune di Brescia per la gestione del trasporto pubblico locale è stata aggiudicata da un'associazione temporanea d'impresa formata da Brescia Trasporti, SIA Autoservizi e Autoguidovie Spa.
Al 2025, il servizio urbano è composto da diciotto linee:
- 2 - Pendolina-Chiesanuova
- 3 - Mandolossa-Virle
- 4 - Stazione/Bresciadue-Folzano
- 6 - Castello-San Faustino-San Gottardo, con prosecuzione verso la cima del Monte Maddalena durante l'estate
- 7 - Caino-Casazza
- 8 - Sanpolino-Castello di Serle
- 9 - Villaggio Violino-Buffalora
- 10 - Concesio-Poncarale
- 11 - Collebeato-Botticino
- 12 - Fiumicello-Verrocchio
- 13 - Gussago-Poliambulanza
- 14 - Stazione/Volta-Capodimonte
- 15 - Montini/Mompiano-Noce
- 16 - Onzato-Sanpolino
- 17 - Spedali Civili di Brescia-Castel Mella
- 18 - Piazzale Beccaria-Castellini
- 27 - Roncadelle-Bresciadue
- 106 - Concesio-Costorio/San Vigilio

## Storia

### Rete tranviaria
Negli anni ottanta del XIX secolo la città divenne il centro di una vasta rete tranviaria interurbana. L'amministrazione comunale decise di collegare il centro cittadino a questa rete, ma poiché non era consentito il transito dei tram a vapore all'interno delle mura cittadine, si dovette ricorrere alla costruzione di una tranvia a cavalli che unisse la piazza del Duomo cittadino alla stazione tranviaria.
Nel corso degli anni, la rete tranviaria crebbe collegando prima le porte cittadine fra loro, poi unendo il centro cittadino ai sobborghi. Nel 1907, a seguito della municipalizzazione dei servizi tranviari, l'ASM Brescia si sostituì ai precedenti gestori, la Tramways à Vapeur de la Province de Brescia e la Società Elettrica Bresciana, e provvide a completare l'elettrificazione della trazione avviata da quest'ultima società.

### Rete filoviaria
A metà degli anni trenta si decise di sostituire le tranvie con il filobus che permetteva una velocità maggiore e che poteva funzionare anche con il manto stradale dissestato.
Nel 1950, le linee filoviarie era le seguenti:
- Linea 1: Ponte San Giacomo - Porta Venezia (Viale Bornata);
- Linea 2: Borgo Trento - Via Cremona;
- Linea 4: Corso Zanardelli - Stazione ferroviaria - Corso Zanardelli (linea circolare);
- Linea 5: Piazza Loggia - Mompiano;
- Linea 7: Piazza San Barnaba - Sant'Eufemia della Fonte.

Verso la fine degli anni cinquanta, le nuove esigenze di mobilità spinsero l'ASM a costituire nuove linee urbane servite da autobus piuttosto che da filobus. Vantaggio immediato del primo mezzo di trasporto era la possibilità di effettuare deviazioni dei percorsi in caso di impedimenti urgenti. Lo svantaggio era la rumorosità rispetto  al corrispondente la cui trazione era ad energia elettrica.
Nel 1965 si decise di sostituire le cinque linee filoviarie con servizi automobilistici, con la conseguente dismissione dei tralicci e dei cavi d'alimentazione. Il processo si concluse operativamente il 6 agosto 1967 con la trasformazione della linea 1.

### Linee automobilistiche
Nel corso degli anni settanta, si procedette alla costituzione di tre linee extraurbane, denominate con lettere anziché con numeri come era consuetudine a quel tempo. Esse erano:
- A, che collegava il comune di Bovezzo;
- B, che collegava il comune di Borgosatollo;
- C, che collegava il comune di Collebeato.

Nel 1981 si procedette a una riorganizzazione dell'intera rete, a quel tempo ancora vincolata agli assetti stabiliti dalla rete tranviaria di settant'anni prima. Le nuove linee sostituirono completamente le precedenti e avevano una denominazione in lettere anziché in numeri. Per consuetudine, le lettere A e B furono assegnate rispettivamente alle extraurbane verso Bovezzo e verso Borgosatollo.
Nel 1999. il servizio urbano era composto dalle seguenti linee:
- Linea A: Bovezzo-Villaggio Sereno;
- Linea B: Via Verdi-Capodimonte;
- Linea C: Mompiano-Girelli;
- Linea D: Montini-San Polo;
- Linea E: Pendolina-Botticino;
- Linea G: Mandolossa-Bornata;
- Linea H: Buffalora/Stocchetta-Collebeato;
- Linea H1: Torricella-via Dalmazia;
- Linea I: Costalunga-Fornaci;
- Linea I1: Stazione-via Oberdan;
- Linea M: piazza Paolo VI-Monte Maddalena (servizio estivo);
- Linea Pd: Periferica circolare destra;
- Linea Ps: Periferica circolare sinistra;
- Linea Q: Fiumicello-San Polo;
- Linea Q1: Stazione-Poliambulanza;
- Linea R: piazza Paolo VI-San Gottardo;
- Linea S: piazza Vittoria-Folzano;
- Linea S1: Stazione-Codignole;
- Linea V: Violino-piazza Paolo VI.

Nel 2003 a seguito delle nuove norme stabilite dalla regione, la nuova rete urbana ingloba anche quattordici comuni dell'Hinterland (oltre a Brescia, Borgosatollo, Bovezzo, Caino, Castenedolo, Castel Mella, Cellatica, Collebeato, Concesio, Gussago, Nave, Rezzato, Roncadelle, Serle) e di conseguenza essa è stata riprogettata per far fronte alle nuove esigenze di mobilità. Le nuove autolinee iniziarono a operare il 5 luglio 2004.
Dopo l'apertura della linea metropolitana leggera Prealpino-Sant'Eufemia, il 3 aprile 2013 furono ripensate tutte le linee urbane e fu soppressa la linea 1 Mompiano-Masaccio. Il 29 aprile fu attivata una linea di navetta fra Concesio e la stazione capolinea della metropolitana di Prealpino, mentre a partire dal 12 settembre il capolinea della linea 8 fu trasferito da Caionvico alla stazione di Sanpolino.
Dal 7 giugno 2015 al 12 settembre 2016, a causa dei lavori di costruzione della linea AV Treviglio-Brescia e conseguente chiusura al transito del sottopassaggio di via Corsica, la linea 17 fu limitata nel tratto Castel Mella-Bresciadue e fu istituita la linea 19 tra la stazione della metropolitana di San Faustino e Costalunga.
Con l'introduzione dell'orario estivo del 2017, la linea 5, servizio stagionale diretto sul Monte Maddalena, fu integrata con la linea 6. Quest'ultima autolinea rimase l'unica a non intersecare la metropolitana fino al 12 settembre 2024, quando si decise di spostare il suo capolinea da Largo Zanardelli al Castello e di farla transitare presso la fermata di san Faustino.
Dal 9 giugno 2025, con l'obiettivo di razionalizzare i percorsi in comune fra autolinee e metropolitana, la linea 7 limitò il servizio da Caino fino alla stazione metropolitana di Casazza e fu istituita la 27, che collega Roncadelle alla stazione metropolitana di Bresciadue.

### Metropolitana
Nel 2013 è entrata in funzione una linea di metropolitana leggera automatica, che collega i quartieri nord della città di Brescia a quelli della zona sud-est, passando per il centro storico.
Impiega un sistema di trasporto rapido su ferro interamente automatico, concepito e costruito da Ansaldo-STS, del tutto analogo a quello già realizzato per la metropolitana di Copenaghen.